# SM Tb 72F
SM Tb 72F – austro-węgierski torpedowiec z początku XX wieku i okresu I wojny światowej, dwudziesta trzecia jednostka typu Kaiman. Do 1913 roku nosił nazwę Kormoran, następnie oznaczenie 72F, a od roku 1917 sam numer 72 – skrót SM Tb oznaczał Seiner Majestät Torpedoboot (torpedowiec Jego Cesarskiej Mości).

## Historia
Stępkę pod budowę okrętu położono w stoczni Danubius-Werft w Fiume (ob. Rijeka) 13 stycznia 1909 roku, kadłub wodowano 31 lipca 1909 roku, a okręt oddano do służby 5 marca 1910 roku. Był przedostatnim zbudowanym okrętem tego typu. Początkowo nosił nazwę „Kormoran” (kormoran), lecz od 1 stycznia 1914 roku zastąpiono ją przez alfanumeryczne oznaczenie 72F (litera F oznaczała, że okręt zbudowano w Fiume). Rozkazem z 21 maja 1917 roku z oznaczeń torpedowców usunięto ostatnią literę i do końca wojny nosił on tylko numer 72.
Okręt uczestniczył w I wojnie światowej. Brał udział m.in. w pierwszej akcji bojowej floty austro-węgierskiej, jakim było ostrzeliwanie radiostacji i linii kolejowej w okolicach Antivari (ob. Bar) w Czarnogórze 8 sierpnia 1914 roku.
Po wojnie okręt w ramach podziału floty Austro-Węgier przekazano Wielkiej Brytanii, która sprzedała go w 1920 roku włoskiej stoczni złomowej.

## Opis
Okręt posiadał dwa kotły parowe typu Yarrow i jedną pionową czterocylindrową maszynę parową potrójnego rozprężania. Okręt uzbrojony był w cztery armaty kalibru 47 mm L/33 (po dwie na każdej z burt) oraz trzy wyrzutnie torped kalibru 450 mm. W 1915 roku uzbrojenie wzmocniono pojedynczym karabinem maszynowym Schwarzlose 8 mm.